# Renate Brausewetter
Renate Brausewetter (née le 1er octobre 1905 à Malaga, et morte le 20 août 2006 à Linz am Rhein) est une actrice allemande.

## Biographie
La famille Brausewetter s'installe à Berlin à neuf ans. Grâce à son frère aîné, l'acteur Hans Brausewetter, elle fréquente le monde intellectuel, du théâtre et du cinéma. Elle fait ses débuts comme figurante dans La Rue sans joie.
Lors de l'apparition du cinéma parlant, elle préfère se retirer pour élever ses deux premiers enfants. Après avoir divorcé de son mari, le chimiste Hubert Wagner, elle vit en 1944 seule avec ses trois enfants à Berlin. En 1950, elle revient devant la caméra dans Die Treppe d'Alfred Braun.
Elle vient en 1972 à Linz am Rhein pour être près de ses enfants à cause de sa convalescence ; elle entre dans une maison de retraite en 2003.

## Filmographie
- 1925 : Sündenbabel
- 1925 : La Rue sans joie
- 1925 : Hanseaten
- 1926 : Les Mystères d'une âme
- 1926 : 117 bis Grande Rue
- 1926 : Die Abenteuer eines Zehnmarkscheines
- 1927 : Der Kavalier vom Wedding
- 1927 : Die Lorelei
- 1927 : Schwere Jungs - leichte Mädchen
- 1928 : Der alte Fritz (de)
- 1928 : Die Hölle der Jungfrauen
- 1950 : Die Treppe (en)

## Source de la traduction
- (de) Cet article est partiellement ou en totalité issu de l’article de Wikipédia en allemand intitulé « Renate Brausewetter » (voir la liste des auteurs).